# Florence Ballard
Florence Glenda Chapman (med smeknamnet Flo eller Blondie), född Florence Glenda Ballard den 30 juni 1943 i Detroit, Michigan, död 22 februari 1976 i Detroit, Michigan, var en amerikansk sångerska och en av de ursprungliga medlemmarna i Motown-gruppen The Supremes. 
Under sina tidiga år som medlem i The Supremes (ursprungligen kallades The Primettes) delade gruppen på uppgiften som "lead singer". Emellertid, 1966, började Ballard och Mary Wilson känna sig ignorerade i gruppen eftersom skivbolagets, Motowns, ordförande Berry Gordy Jr fokuserade på Diana Ross individuella karriär. Konsekvent missnöje ledde Ballard till kronisk alkoholism, faktorer som vägde tungt i Gordy beslut att permanent utesluta Ballard från The Supremes i juli 1967. Hennes ersättare var en före detta sångerska i LaBelle, Cindy Birdsong. 
Efter ett misslyckat försök till en solokarriär i slutet av 1960-talet tillbringade Ballard mycket av de senaste fem åren av sitt liv i relativ fattigdom, försökte undvika mediernas uppmärksamhet, medan hon försökte stämma Motown för hennes avsked från gruppen. Vid mitten av 1970-talet visade det sig att Ballard hade återtagit kontrollen över sin mentala och emotionella hälsa genom att göra offentliga framträdanden, göra intervjuer och vara med i tidningsartiklar. Hon köpte ett nytt hem efter att ha fått en rejäl uppgörelse från advokater som hade lurat henne. Vid denna tid började hon också söka behandling för sin alkoholism och försonas med sin man Tommy Chapman. 
År 1976 avled Ballard av en hjärtinfarkt vid trettiotvå års ålder. Hennes död har kallats "en av rockhistoriens största tragedier".